# Meseta del lago Buenos Aires
La meseta del lago Buenos Aires consiste de un área relativamente plana y de una elevación de más de 1000 m s. n. m., ubicada en el departamento Lago Buenos Aires, de la provincia argentina de Santa Cruz en la Patagonia. El borde norte de la meseta se ubica a 13 km al sur de la ribera del lago Buenos Aires, en su sector sudoriental. El límite poniente de la meseta se levanta el monte Zeballos, de 2743 m s. n. m. La meseta se encuentra dentro del Parque Nacional Patagonia.